# Мордово-Озеро
Мордово-Озеро (рос. Мордово-Озеро) — село в Мелекеському районі Ульяновської області Російської Федерації.
Населення становить 324 особи. Входить до складу муніципального утворення Новоселкинське сільське поселення.

## Історія
Від 2004 року входить до складу муніципального утворення Новоселкинське сільське поселення.

## Населення
| 2010 |
| ---- |
| 324  |